# Der Fantastische Mr. Meeseeks
Der Fantastische Mr. Meeseeks (Originaltitel: Meeseeks and Destroy) ist die fünfte Episode der ersten Staffel der Zeichentrickserie Rick and Morty. Sie wurde von Ryan Ridley geschrieben, während Bryan Newton die Regie führte. Die Episode wurde erstmals am 20. Januar 2014 auf Adult Swim ausgestrahlt, die deutsche Erstausstrahlung erfolgte am 28. Dezember 2014 auf TNT Serie.

## Handlung
Nach einem traumatisierenden Abenteuer möchte Morty sofort aussteigen und seinen Großvater nicht länger auf dessen Abenteuern begleiten. Rick meint jedoch, dass er ihn als seinen Sidekick benötigen würde und versucht die Wogen zu glätten, indem er Morty ein Abenteuer ganz nach dessen Geschmack planen und durchführen lassen will. Sie gehen daraufhin eine Wette ein, wonach Rick meint, dass Mortys Abenteuer scheitern wird, während Morty sich nie wieder beklagen darf, sollte das Abenteuer tatsächlich scheitern. Als sie gerade aufbrechen wollen, kommen alle drei übrigen Mitglieder der Smith-Familie auf Rick zu und wollen von ihm bei einfachsten Dingen Hilfe haben.  Er kann sie abwiegeln, als er ihnen eine Meeseeks-Box überreicht, die es ermöglicht, einen cleveren blauen humanoiden Helfer herbeizurufen, der bei alltäglichen Problemen zur Seite steht. Allerdings existieren diese Wesen nur um die aufgetragene Aufgabe zu lösen und verschwinden danach sofort wieder. Rick ermahnt seine Familie, die Aufgaben einfach zu halten und sich darüber im Klaren zu sein, dass die Meeseeks über ihren Tod erfreut sind, da Existenz für sie Schmerz bedeutet. Als Rick und Morty aufgebrochen sind, rufen die Drei allesamt einen Mr. Meeseeks herbei. Beth möchte eine komplettere Frau werden, während Summer ihre Beliebtheit in der Schule verbessern möchte. Jerry ermahnt die beiden, wonach sie die Boxen völlig falsch verwenden würden und verlangt die vergleichsweise unkompliziertere Hilfe, indem er sich wünscht, sein Golf-Handicap um zwei Schläge zu verringern.
Morty hat Rick inzwischen auf ein Abenteuer in eine Fantasy-Welt mitgenommen, in welcher er gerne eine Quest erledigen würde. Sie gelangen in ein armes Dorf und erklären sich bereit, den Wohlstand in das Dorf zurückzubringen. Die Dorfbewohner meinen, dass ein Riese, der oberhalb des Dorfes lebe, sämtliche Reichtümer stehlen würde. Rick und Morty steigen in der Folge ins Riesen-Reich hinauf und erreichen das Haus des Riesen, genauer gesagt, die Küche. Der Riese, Dale,  betritt den Raum und kann die Eindringlinge erriechen. Gerade als er beginnen will, nach ihnen zu suchen, rutscht er aus und kracht mit dem Kopf gegen die Tischkante, wodurch er binnen Augenblicken, zum Entsetzen seiner Frau, verstirbt. Rick und Morty werden daraufhin wegen Mordes verhaftet.
Zurück auf der Erde, kann Summers Mr. Meeseeks schnell ihre Beliebtheit steigern, nachdem er vor versammelter Schule in der Turnhalle eine flammende Rede auf sie hält. Sogleich löst er sich in Luft auf, nachdem er seine Aufgabe erledigt hat. Beth sitzt derweil mit ihrem Mr. Meeseeks in einem Restaurant, welcher ihr nette Ratschläge erteilt und sie ihn beinahe küsst, als er verschwindet. Jerry hingegen, ist mit seiner Aufgabe bislang ziemlich überfordert, da er die Verbesserungsvorschläge von Mr. Meeseeks nicht umsetzen kann. Als Jerry aufgeben will, beordert sein Helfer einen weiteren Mr. Meeseeks herbei, da sie darauf ausgelegt sind, ihre Aufgaben zu erfüllen. Wenig später ist das gesamte Wohnzimmer der Smith mit überforderten Mr. Meeseeks überfüllt, die allesamt am verzweifeln, ob ihrer zu langen Existenz sind. Allmählich verlieren sie ihren Verstand, da sie mit der Situation nicht klarkommen, eine Aufgabe nicht erfüllen zu können. Sie werden immer frustrierter, als Beth gerade zum Abendessen ausgehen möchte. Jerry begleitet sie, trotz des Protestes der Mr. Meeseeks und gibt ihnen zu verstehen, dass die Verbesserung seines Golfspiels eher in ihren Händen liegen würde und nicht in seinen. Als sie gegangen sind, geben sich die Mr. Meeseeks allesamt gegenseitig die Schuld an ihrer Misere, wonach sie nur durch die anderen hineingezogen wurden. Zunächst appelliert einer von ihnen daran sich zu konzentrieren und gemeinsam an einer Lösung zu arbeiten, allerdings endet dieser Wunsch in einer großen Schlägerei, in welcher sie immer neue Mr. Meeseeks herbeirufen und diese versuchen sich gegenseitig zu töten, was allerdings nicht möglich ist. Wenig später greift der älteste Mr. Meeseeks ein und meint, es würde nur eine permanente Lösung für ihr Problem geben. Sie müssten Jerry töten, um dem Wahnsinn ein Ende zu bereiten.
Zurück in der Riesenwelt, stehen Rick und Morty inzwischen für den Mord an Dale vor Gericht. Sie werden allerdings schnell freigesprochen, nachdem ein Anwalt, der sich für die Rechte kleiner Leute einsetzt, das Gericht dahin gehen informiert, dass sie nie mit dem Rechtssystem der Riesenwelt vertraut gemacht wurden. Rick will Morty überzeugen, das Handtuch zu werfen, was dieser nicht hinnehmen will und so müssen sie die riesigen Stufen des Gerichts Stück für Stück hinunterklettern.  In eine der Stufen ist eine Taverne eingebaut, in welcher die beiden einen Zwischenstopp einlegen. Dort sucht Morty nach kurzem Streit über Ricks permanente negative Einstellung gegenüber seinem Abenteuer die Toilette auf, wo er auf Mr. Jellybean trifft. Nach einem kurzen, netten Gespräch versucht letzterer, Morty zu vergewaltigen. Er kann ihn nur mit Mühe abwehren und ist in der Folge  verständlicherweise traumatisiert und will jetzt tatsächlich doch wieder nach Hause. Rick hat in der Zwischenzeit jedoch Freude an dem Ort gefunden, nimmt etwa beim Karaoke teil und gewinnt beim Kartenspielen viel Geld. Morty muss daraufhin zugeben, dass sein Abenteuer gescheitert ist. Rick erkennt, was auf der Toilette passierte, als er den verletzten Mr. Jellybean sieht. Er überzeugt seinen Enkel mit seinem gewonnenen Geld, jemanden für die Reise die Treppe hinunter zu bezahlen und den erzielten Gewinn an die Dorfbewohner zu verteilen.
Beth und Jerry sitzen derweil in einem Restaurant, als die Armee aus Mr. Meeseeks dieses schwer bewaffnet überrennt. Die beiden können sich in den Kühlraum flüchten, weswegen die Mr. Meeseeks beginnen Geiseln zu nehmen, um Jerry zu drängen, den Kühlraum zu verlassen. Jerry ist kurz davor, darauf einzugehen, ehe ihm Beth gut zuredet, die Körperhaltung vorgibt und ihn ermutigt, einen sauberen Golfschlag auszuführen. Er öffnet die Tür und benutzt ein gebrochenes Rohr und eine Tomate, um zu zeigen, dass sein Schlag tatsächlich verbessert ist. Daraufhin verschwinden alle Mr. Meeseeks bis auf einen, einen äußerst pedantischen. Dieser möchte unbedingt noch sehen, ob Jerry auch das Putten, also das Einlochen, drauf hat. Er verschwindet, als auch das gelingt. Durch das Chaos im Restaurant verstehen sich Jerry und Beth auch wieder besser.
Zurück im Dorf übergeben Rick und Morty das gewonnene Geld an die Dorfbewohner und Rick gratuliert seinem Enkel für ein gelungenes Abenteuer. Die Dorfbewohner wollen daraufhin Rick und Morty ihrem König vorstellen, der zum Entsetzen des Letzten ausgerechnet Mr. Jellybean ist. Er drängt seinen Großvater ein Portal zu öffnen und sie treten schleunigst den Heimweg an. Rick streckt allerdings nach dem Gang durch das Portal noch seine Hand mit einer Laserpistole heraus und tötet Mr. Jellybean, der durch den Treffer explodiert.
Nach dem Abspann ist zu sehen, dass die Dorfbewohner ihrem König ein Denkmal, mit Armen um ein Kind gelegt, zu dessen Ehren erbaut haben, ehe einer eine Kiste offenbart, in welcher wohl unschickliche Bilder, die die wahre Natur Mr. Jellybeans zeigen, gefunden wurden. Sie wird daraufhin verbrannt, um das Andenken an den König im Guten zu behalten.

## Entwicklung
Justin Roiland, Erfinder und Showrunner der Serie gab an, dass ihm die Idee zu den Mr. Meeseeks kam, als er im Schreibprozess nicht weiter vorankam und an einen Helfer dachte, der plötzlich auftaucht und ruft: „Ich bin Mr. Meeseeks, seht mich an!“. Von dort aus, entwickelte sich die Idee immer weiter.

## Kritik
Zach Handlern vom A.V. Club meinte bezüglich der Episode: „sie hätte eines der merkwürdigsten Enden der Serie bislang“. David Roa lobte die Episode aufgrund ihrer starken Geschichte und des Wiederanschauwertes.

## Wissenswertes
- In dieser Episode benutzt Rick zum ersten Mal seinen Standardspruch: „Wubba Lubba Dub Dub!“, über dessen Bedeutung der Zuschauer jedoch erst im Staffelfinale aufgeklärt wird. Auf Deutsch wurde der Spruch in dieser Episode verändert.
- Der Originaltitel ist eine Anspielung auf den Song Seek and Destroy von Metallica und der deutsche Titel auf das Kinderbuch Der fantastische Mr. Fox von Roald Dahl.
- Bei seinem Karaoke-Auftritt singt Rick den Song Sweet Home Alabama von Lynyrd Skynyrd. In der deutschen Synchronisation singt Synchronsprecher Kai Taschner das Lied ebenfalls auf Englisch.

## Weblink
- Der Fantastische Mr. Meeseeks bei IMDb